# Afroleptomydas rubellus
Afroleptomydas rubellus är en tvåvingeart som beskrevs av Hesse 1969. Afroleptomydas rubellus ingår i släktet Afroleptomydas och familjen Mydidae. Inga underarter finns listade i Catalogue of Life.